# Battaglia di quota 60
La battaglia di quota 60 fu combattuta dal 21 al 29 agosto 1915, durante la campagna di Gallipoli della prima guerra mondiale, sulla penisola di Gallipoli in Turchia. I due schieramenti di battaglia erano facenti parte alle forze dell'Impero britannico, il cui scopo era di togliere lo stretto dei Dardanelli all'Impero ottomano, e dai turchi che difendevano lo stretto.

## Antefatti
La battaglia fu guidata dal generale australiano William Birdwood, il quale doveva supportare l'attacco principale alla Scimitar Hill, avvenuto lo stesso giorno, per tentare di unire le forze sbarcate all'Anzac Cove con quelle sbarcate a Suvla.
La collina (chiamata anche Quota 60), nonostante sia un obiettivo secondario, è di fondamentale importanza dato che essa è l'unico rilievo situato tra le due spiagge. Il suo possesso significherebbe una sicura comunicazione diretta tra le due forze. Sfortunatamente le forze di Birdwood erano molto diminuite per via delle perdite dovute alle battaglie, alla stanchezza e alla dissenteria. L'impero poteva così contare si circa 3 000 uomini, comandati dal generale Cox.

## Battaglia
Esattamente come durante la battaglia di Sari Bair, il 6 agosto, uno dei problemi fondamentali fu la ricognizione, per via dei tiratori scelti turchi. Nonostante tutto, Cox attaccò il versante ovest della collina lungo una stretta valle, la sera del 21 agosto, senza ottenere successi rilevanti e subendo gravi perdite provocate dalle mitragliatrici turche. Cox rinnovò l'attacco il mattino seguente che si concretizzò nell'ennesimo fallimento.
Malgrado le pesanti perdite Cox rinnovò l'attacco alle 05:00 del 27 agosto e dopo trentasei ore di incessante combattimento, l'anello di trincee turche attorno alla collina cadde finalmente nelle mani britanniche. A quel punto fu evidente la scarsità delle ricognizioni inglesi. Più a est, infatti, una trincea turca, sconosciuta ai britannici, aprì il fuoco sui soldati di Cox.
In conseguenza a ciò, Birdwood ordinò di annullare l'attacco lo stesso giorno, il 29 agosto. I britannici in totale avevano perso 2 500 uomini su 3 000.